# Fidelio (supermarket)
Fidelio a fost un lanț de supermarketuri din România.
În decembrie 2009, rețeaua Fidelio avea 14 supermarketuri în zona Moldovei.
În anul 2009, rețeaua a fost cumpărată de omul de afaceri sucevean Costel Chelaru, de la firma Danilux din Botoșani controlată de omul de afaceri Daniel Mihăilă.
Costel Chelaru deține și distribuitorului regional de produse de bunuri de larg consum Adicost care a avut în 2008 o cifră de afaceri de 19 milioane de euro.
În februarie 2010, noul proprietar a cerut intrarea în insolvență a rețelei de supermarketuri Fidelio.
Cifra de afaceri în 2008: 25 milioane euro